# Juan Rodríguez (chilijski piłkarz)
Juan Manuel Rodríguez Vega (ur. 16 stycznia 1944, zm. 1 września 2021) – piłkarz chilijski grający podczas kariery na pozycji obrońcy.

## Kariera klubowa
Karierę piłkarską Juan Rodríguez rozpoczął w klubie Universidad de Chile w 1963. Z Universidad de Chile czterokrotnie zdobył mistrzostwo Chile w 1964, 1965, 1967 i 1969. W 1970-1971 był zawodnikiem Uniónie Española. W latach 1971–1977 występował w Meksyku w stołecznym Atlético Español. Z Atlético Español zdobył wicemistrzostwo Meksyku w 1974 a rok później Puchar Mistrzów CONCACAF.

## Kariera reprezentacyjna
W reprezentacji Chile Rodríguez zadebiutował 13 grudnia 1967 w przegranym 4-5 towarzyskim spotkaniu z Węgrami.
W 1974 roku został powołany przez selekcjonera Luisa Álamosa do kadry na mistrzostwa świata w RFN. Na mundialu Rodríguez wystąpił w meczu z RFN, który był jego ostatnim meczem w reprezentacji. 
Od 1967 do 1974 roku rozegrał w kadrze narodowej 26 spotkań.